# Bohdan Alexandrowicz
Bohdan Alexandrowicz (ur. 28 czerwca 1896 w Morszańsku, zm. 28 grudnia 1939 w Łucku) – polski urzędnik, odpowiedzialny za sprawy narodowościowe w województwie wileńskim i wołyńskim, zastępca Komisarza Rządu na miasto Wilno, zamordowany w 1939 r. przez NKWD.

## Życiorys
Syn Ludwika Alexandrowicza i Heleny ze Szpakowskich, uczył się w II Gimnazjum Wileńskim, a w czasie I wojny światowej ukończył Mińskie Gimnazjum Męskie (13 sierpnia 1915). W 1915 r. rozpoczął studia na Wydziale Prawa Uniwersytetu Moskiewskiego, gdzie studiował do wybuchu rewolucji lutowej. W czasie wojny polsko-bolszewickiej w 1920 r. był przydzielony do służby przy sądzie wojskowym. Ukończył studia na Wydziale Prawa Uniwersytetu Stefana Batorego w Wilnie. Po studiach pracował jako urzędnik państwowy. Pracował m.in. w Wilnie w Starostwie Grodzkim; jako Zastępca Komisarza Rządu na miasto Wilno; jako referent spraw narodowościowych w urzędzie wojewódzkim oraz w Krakowie. Po konflikcie z wojewodą wileńskim Ludwikiem Bociańskim w sprawie likwidacji gimnazjum Ojców Marianów im. Stefana Batorego w Drui, od sierpnia 1938 pracował w Łucku w Urzędzie Wojewódzkim, jako kierownik oddziału polityczno-narodowościowego, a przed wybuchem II wojny światowej, jako zastępca naczelnika wydziału administracji i spraw wewnętrznych. Znaczna część jego pracy urzędniczej była poświęcona złożonej problematyce narodowościowej, tak w Wilnie, jak i w województwie wołyńskim.
Aresztowany przez NKWD we wrześniu 1939 r. pod Dubnem, skazany na śmierć na podstawie tajnej decyzji Trybunału Wojskowego Armii Czerwonej i rozstrzelany 28 grudnia 1939 r. w Łucku. Jak większość rodzin ofiar bolszewickiego terroru, jego żona i dzieci 13 kwietnia 1940 r. zostali zesłani do Kazachstanu. O śmierci Bohdana Alexandrowicza rodzina dowiedziała się dopiero w 1999 r. – dzięki pomocy Stowarzyszenia „Memoriał”. Tablica upamiętniająca znajduje się na cmentarzu św. Jerzego w Toruniu.

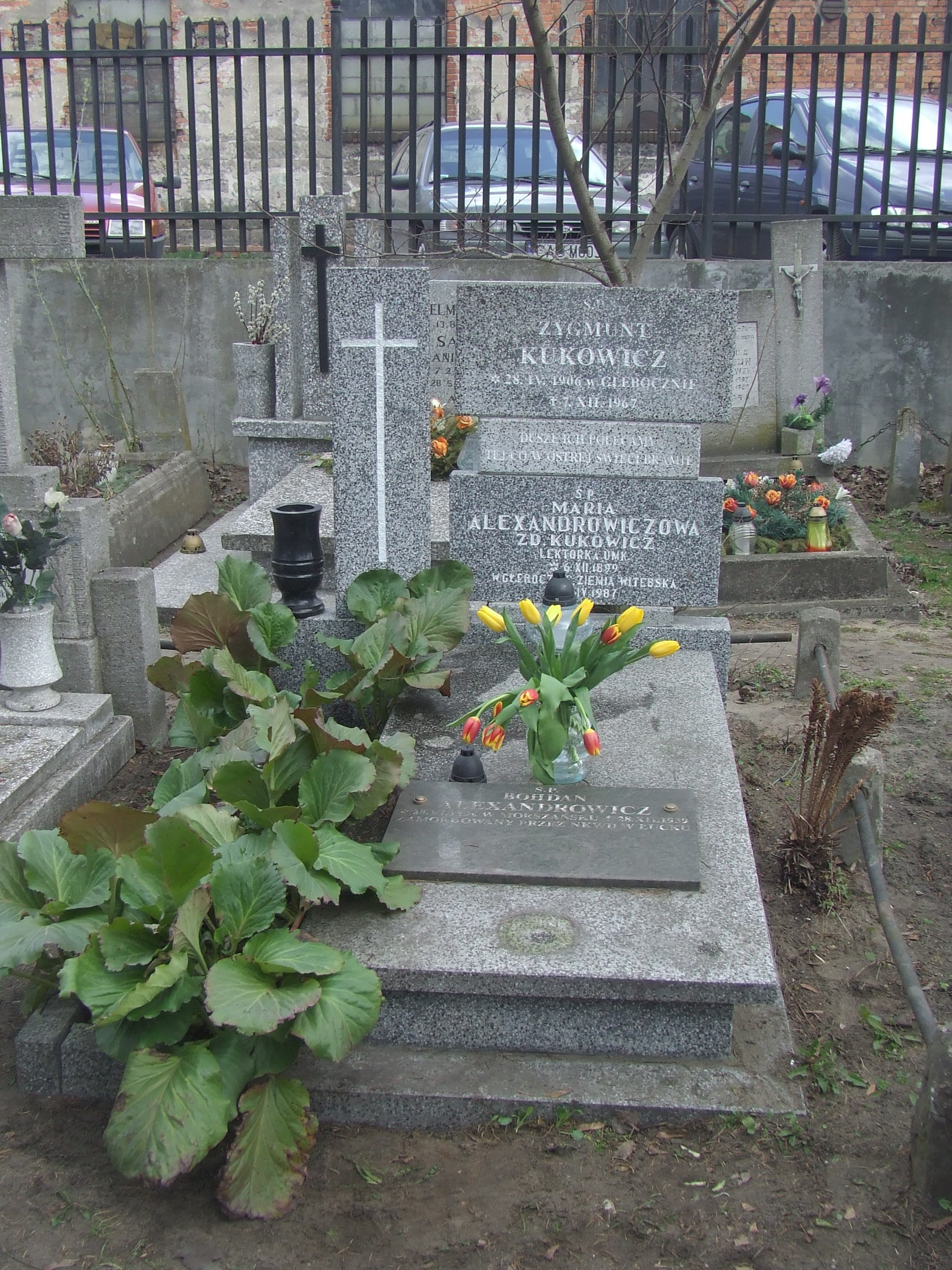
Tablica pamiątkowa Bohdana Alexandrowicza.

Żona: Maria z Kukowiczów (ur. 6 grudnia 1899, zm. 27 kwietnia 1987), ślub 14 lipca 1926 r. w kościele św. Anny w Wilnie. Dzieci: Regina Alexandrowiczówna (ur. 8 lipca 1927, zm. 27 lipca 1940 w Majkainie w Kazachstanie), Stanisław Alexandrowicz (ur. 5 kwietnia 1931, zm. 9 kwietnia 2015 w Toruniu), Wiesława Alexandrowiczówna (ur. 4 lutego 1933, zm. 8 maja 1940 w Majkainie w Kazachstanie).

## Ordery i odznaczenia
- Srebrny Krzyż Zasługi (28 marca 1929)[12]